# Celje
Celje (mađarski Cille, njemački Cilli) je ime grada kao i jedne od jedanaest gradskih općina u Sloveniji. Područje gradske općine na sjeveru graniči s općinom Vojnik, na istoku s općinom Šentjur, na jugozapadu s općinom Štore, na jugu s Laškim i na zapadu s općinom Žalec. Srednja nadmorska visina grada je 238 m.

## Zemljopis
Grad Celje leži na rijeci Savinji u jugoistočnom dijelu Celjske doline. Nalazi se 70 km sjeveroistočno od glavnog grada Slovenije, Ljubljane, i važno je prometno raskrižje između Ljubljane na zapadu, Maribora na sjeveru, Zidanog Mosta na jugu, Velenja i Slovenj Gradeca na sjeverozapadu kao i Rogaške Slatine na istoku. Celje je i gospodarsko središte tog područja.

## Povijest
U vrijeme Kelta mjesto se zvalo Keleja, što je na keltskom značilo sklonište. U 1. stoljeću pr. Kr. naselje dolazi pod utjecaj Rimljana koji mu mijenjaju ime u Celeia, a u vrijeme vladavine rimskog cara Klaudija (vladao od 41. do 54.) dobiva gradska prava pod imenom municipium Claudia Celeia. Antička Celeja je, prema sačuvanim zapisima, bila bogato i gusto naseljeno mjesto zaštićeno obrambenim zidinama i kulama, puna palača s više katova, širokim trgovima i ulicama.
U vrijeme velikih seoba grad je bio srušen, da bi ga obnovili u ranom srednjem vijeku. Pod imenom Cylie (Celje) se prvi put spominje u admontovom ljetopisu napisanom između 1122. i 1137. godine. U gradu je bilo i sjedište grofova Celjskih koji su po njemu i dobili ime.
Važan povijesni spomenik iz 15. stoljeća je Celjska kronika.
Godine 2006. na području Celja osnovana je celjska biskupija.

## Poznati stanovnici i osobe rođene u Celju
- Jolanda Čeplak (1976.) atletičarka
- Janez Drnovšek (1950. – 2008.†) političar, državnik i drugi predsjednik Slovenije
- Oto Pestner (1956.) glazbenik i pjevač
- Jelko Kacin (1955.) političar
- Aleksander Cepuš (1967.), glazbenik
- Adalbert Turner Juci (1972.), pjevač i glumac
- Simon Rožman (1983.), nogometni trener

## Gradovi prijatelji
| [ 2 ]               |
| Slavonski Brod      |
| Grevenbroich        |
| Singen              |
| Budva               |
| Čerepovec           |
| Ćuprija             |
| Graz                |
| Spittal an der Drau |
| Doboj               |

## Šport
- NK Celje
- RK Celje